# Charlie Whiting
Charlie Whiting (Kent, Anglaterra, 1952-Melbourne, Austràlia, 14 de març de 2019) va ser el director de carrera de la Fórmula 1 durant més de vint anys. També va participar com a responsable tècnic de la FIA des de 1988 fins a març de 2017, quan va ser reemplaçat per Marcin Budkowski

## Carrera
El seu primer treball va ser com assistent del seu germà, Nick, preparant cotxes de ral·li prop del circuit de Brands Hatch a Anglaterra. A mitjan anys 70, tots dos germans van córrer en Surtees en les sèries de 1976 de la British F5000 per a Divina Galica. En la temporada de 1977, Whiting es va unir a Hesketh Racing en Easton Neston, a prop de Silverstone. Després de la desaparició de l'equip es va unir a l'equip Brabham de Bernie Ecclestone en Weybridge, on romandria durant deu anys, convertint-se en cap de mecànics durant els èxits de 1981 i 1983 en el Campionat del Món, i després ascendint a cap d'enginyers. Mentre, el seu germà Nick obriria una tenda de recanvis prop del circuit de Brands Hatch.
En 1988 es va fer delegat tècnic de la FIA Fórmula 1 i en 1997 va ser triat Director de Carrera i Delegat de Seguretat.
Durant el Gran Premi dels Estats Units de 2005, Whiting es va veure implicat en una controvèrsia quan els pneumàtics que Michelin va portar a Indianápolis no eren segurs per utilitzar-se. La companyia francesa era incapaç de fabricar noves rodes a temps per reemplaçar les proporcionades als seus set equips i va demanar instal·lar una chicane en la corba 13 del circuit. Whiting es va negar afirmant que seria injust per als equips que @sí_ja podien córrer sense problemes pel traçat existent i que el fer canvis d'última hora en el traçat podria exposar a tots els implicats a sancions legals en el cas d'accident.
Dels vint corredors que van ser confirmats principalment per a la competència, solament van participar els pilots dels tres equips equipats amb pneumàtics Bridgestone (Ferrari, Minardi i Jordan). Els altres catorze corredors, tots equipats amb pneumàtics Michelin, es van retirar al carrer de boxes després de completar la volta de formació al·legant preocupació per la seva seguretat.

## Defunció
Va morir a Melbourne, a l'edat de 66 anys, per una embòlia pulmonar. La seva mort va ser confirmada per la FIA, en la matinada del 14 de març, tres dies abans de disputar-se el Gran Premi d'Austràlia de 2019.